# Геология Гавайев

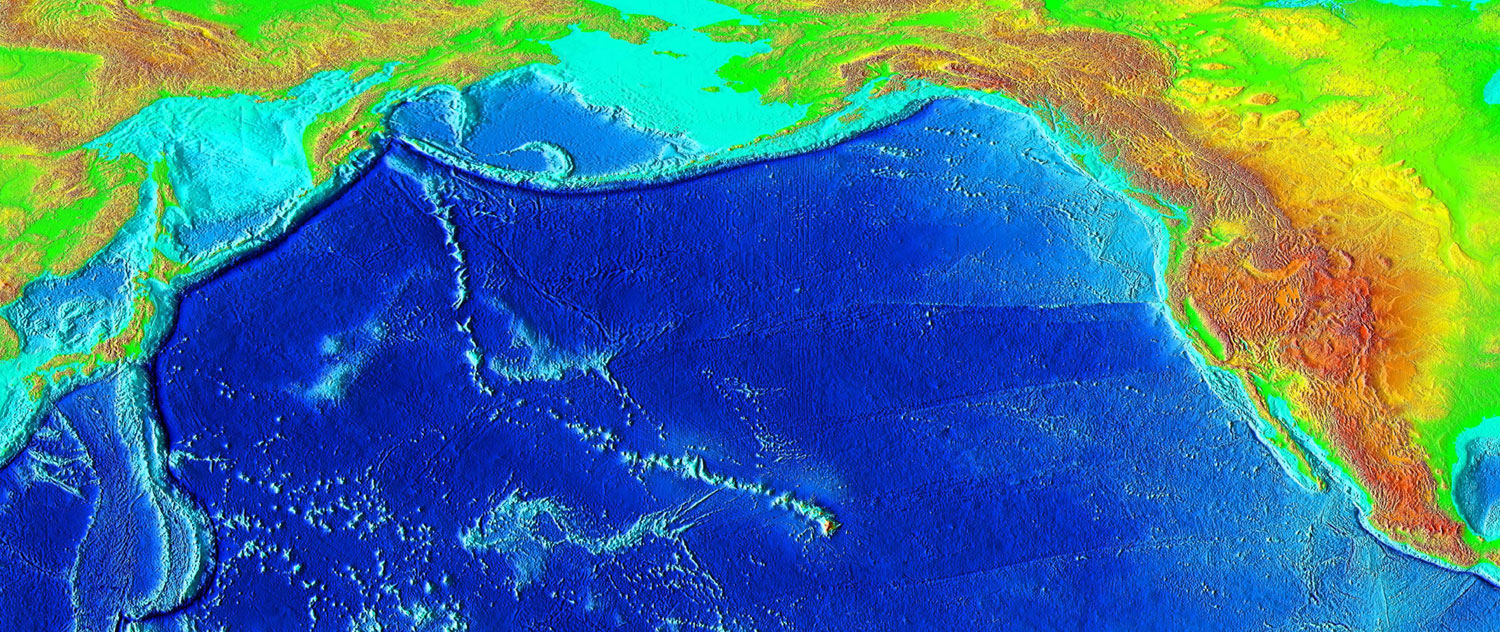
Гавайский и Императорский подводные хребты, Тихоокеанская плита

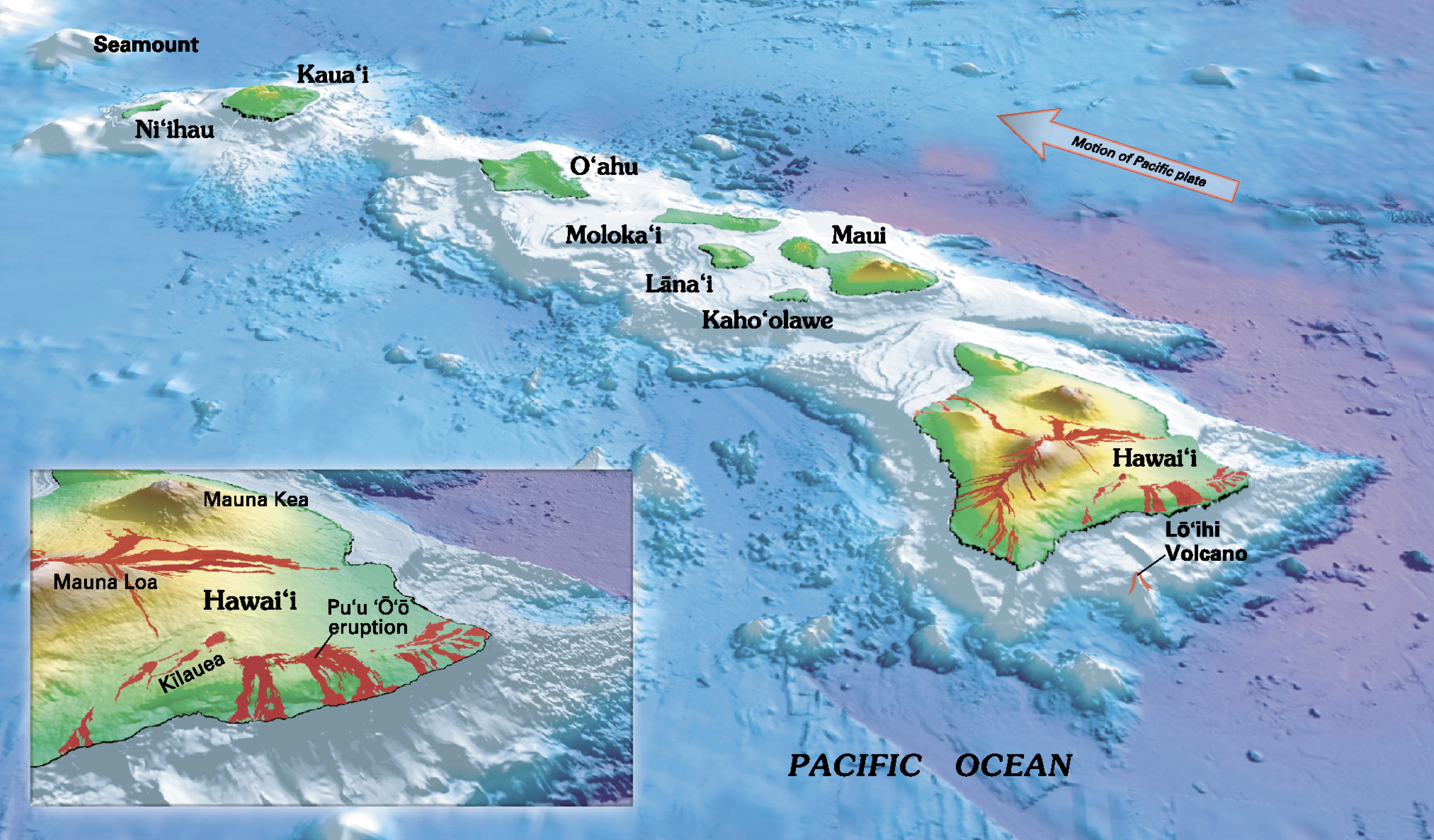
Крупнейшие острова Гавайского архипелага: подводное строение и современные потоки лавы

Геология Гавайев — геологическое строение Гавайских островов, их происхождение и развитие, описываемое на основании изучения геологических процессов, состава и структуры земной коры этого региона.
Гавайский архипелаг геологически тесно связан с Гавайским и Императорским подводными хребтами, расположенными на Тихоокеанской литосферной плите.

## Геологические процессы
Основные процессы благодаря которым образовались Гавайские острова (эндогенные геологические процессы):
- Вулканизм — извержения гавайского типа на щитовидных вулканах, излияние лавы и строительство новых территорий и островов.
- Гавайская горячая точка — район продолжительного вулканизма глубокого мантийного происхождения.
- Тектоника плит — механизм движения земной коры над «горячей точкой» позволяющий строительство новых вулканических островов.

Основные процессы разрушающие Гавайские острова (экзогенные геологические процессы):
- Атмосферные осадки и выветривание — вызывают эрозию.
- Геологическое действие моря — размывают острова волнами.
- Осадочные процессы — перенос и накопление осадочного материала.
- Землетрясения и оползни — вызывают обвалы и сползание берегов в океан.

## История

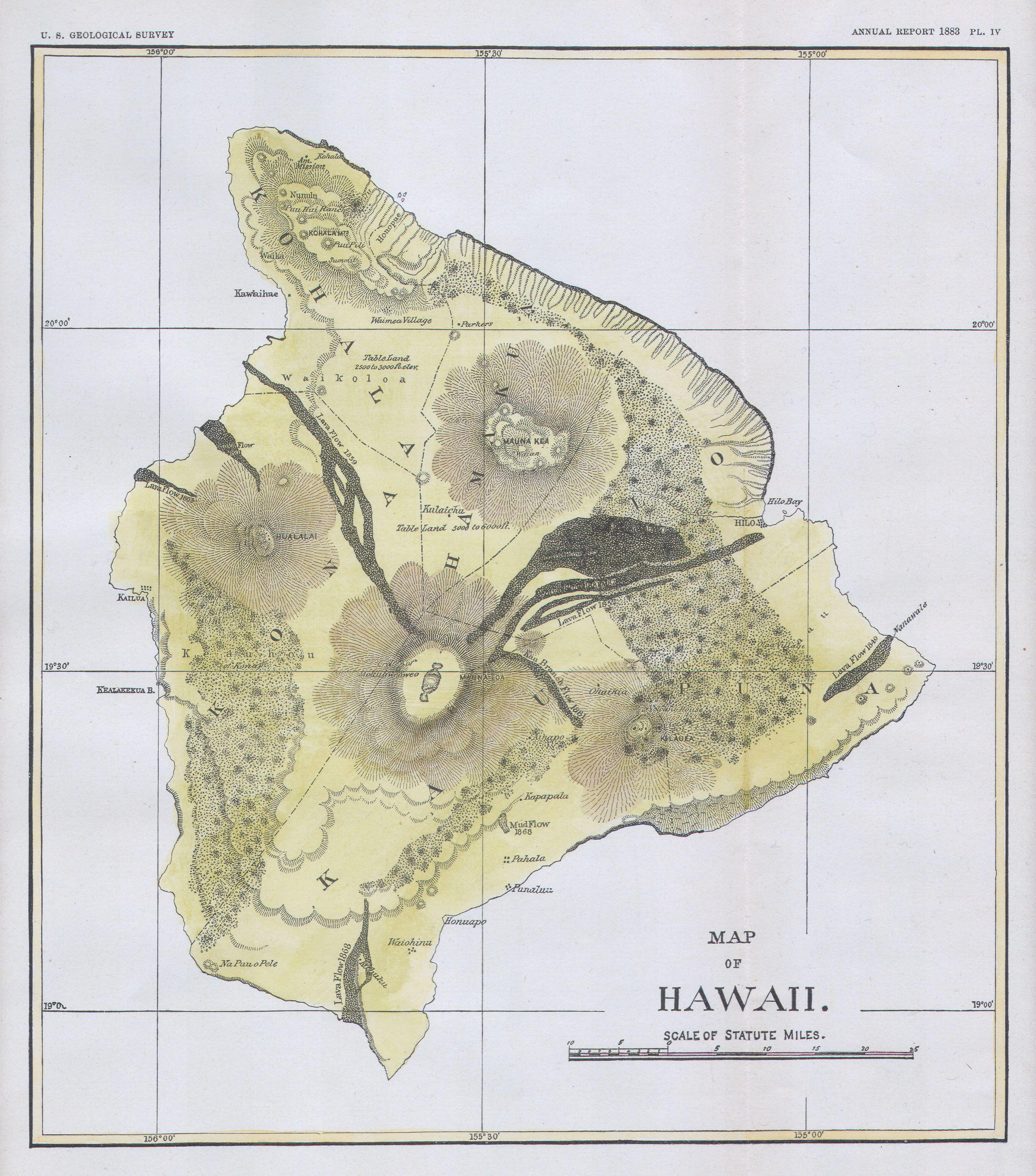
Остров Гавайи, 1883

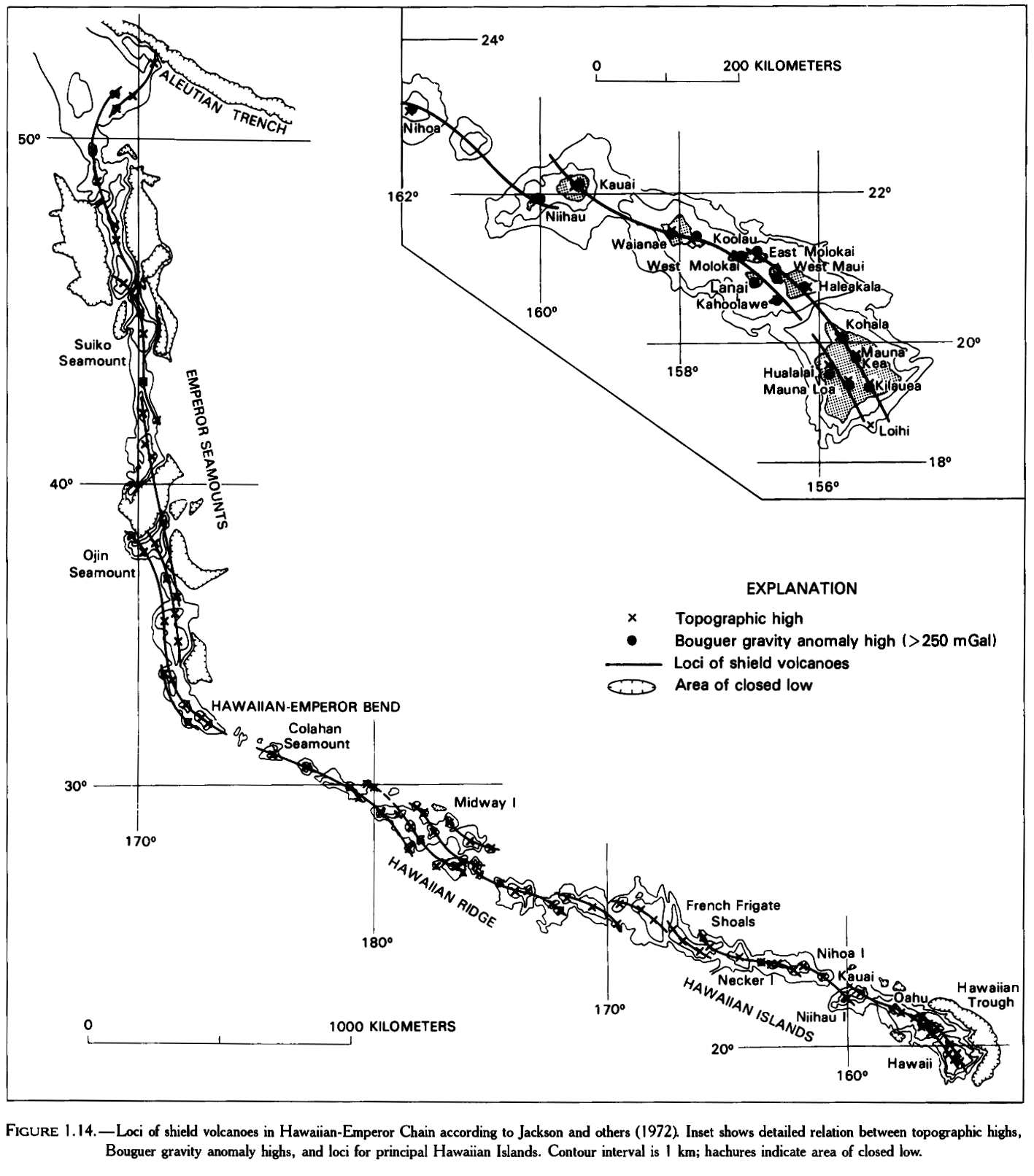
Вулканические параллельные пути на тысячи километров.

### Научные экспедиции
Первыми естествоиспытателями начавшими изучение вулканических процессов на Гавайских островах были путешественники в составе морских экспедиций на Гавайи:
- 1794 — Мензис, Арчибальд — не менее 4 раз бывал на Гавайях, изучал вулкан Мауна-Лоа, первым из учёных поднялся на его вершину[1].
- 1825 — Макрей, Джеймс (James McRae (неправильно указывают — Macrae) на корабле Байрона — Шотландский ботаник и естествоиспытатель[2].
- 1834 — Дуглас, Дэвид — изучал вулкан Мауна-Кеа, погиб на его склонах.

В 1840—1841 годах американский минералог Джеймс Дана был в составе большой тихоокеанской экспедиции США под руководством Чарльза Уилкса. На вершине Мауна-Лоа он маятником измерил силу гравитации. Собрал образцы лавы, описал щитовидную форму гавайских вулканов. Миссионер Титус Коан, по просьбе Дана, продолжил наблюдения вулканов. Это позволило опубликовать первый научный отчёт (1949).
В 1880—1881 годах Дана продолжил изучение Гавайев, он подтвердил (по степени эрозии) увеличение возраста островов в Северо-Западном направлении. Он пришёл к выводу, что Гавайская цепь состояла из двух вулканических цепочек, расположенных вдоль отдельных параллельных путей. Он назвал их:
- «Лоа» — вулканы Мауна-Лоа, Хуалалаи, Кахоолаве, Ланаи и Западный Молокаи.
- «Кеа» — вулканы Килауэа, Мауна-Кеа, Кохала, Халеакала, и Западный Мауи.

Он предположил наличие там трещинной зоны — «Большой разлом „Дана“», его теория существовала до середины XX века
Во время экспедиции 1884—1887 годов К. И. Даттон расширил идеи Даны:
- определил, что остров Гавайи состоит из 5 (а не 3) вулканов.
- дал названия Аа-лава и Пахойхой-лава в своих работах[5].

### Постоянные наблюдения
С 1820-х годов на островах поселились христианские миссионеры, которые получили возможность постоянных наблюдений над гавайской природой. Среди них:
- Титус Коан (Titus Coan) — изучал извержения вулканов (1850—1882)
- Сара Лайман (Sarah Joiner Lyman) — документировала землетрясения и извержения вулканов из города Хило (1833-1880-e)
- Титус М. Коан (Titus М. Coan, сын Т. Коана) — опубликовал работы по гавайскому вулканизму.

Первые на Гавайях научные организации и периодические издания:
- 1837 — Институт Сандвичевых островов (англ. Sandwich Islans Institute), в числе его публикаций были «Hawaiian Spectator».
- 1875 — Начало публикаций ежегодного Гавайского альманаха (англ. The Hawaiian Almanac), выходил до начала XX века.
- 1876 — Общество естествознания и микроскопии (англ. Natural History and Microscopical Society), существовала во время правления Калакауа.

В 1911—1912 годах геологи Томас Джаггар из Массачусетского технологического института, Реджинальд Дэли из Гарвардского университета и вулканолог Франк Перрет основали Гавайскую вулканическую обсерваторию на вершине вулкана Килауэа.
- 1919—1924 — вошла в Национальное управление океанических и атмосферных исследований (короткое время — Департамент сельского хозяйства)
- 1935—1947 — перешла под управление — Служба национальных парков США (NPS)
- 1924—1935 и с 1947 года непрерывные исследования проводит Геологическая служба США (USGS)[7].

В 1946 году Гарольд Стернсом создал эволюционную модель формирования островов на основании более точного определения возраста горных пород
В 1963 году Джон Тузо Вильсон разработал классическую теорию вулканических горячих точек «хот-спот». Он предложил, что один фиксированной Мантийный плюм («мантийный факел») вызывает извержение и строительство вулкана, который затем отодвигается и изолируется от источника нагрева в результате движения Тихоокеанской литосферной плиты. В результате этого процесса, на протяжении миллионов лет, вулкан становится всё менее активными и в конце концов разрушается эрозией, уходя ниже уровня моря. Согласно этой теории, около 60° произошёл изгиб, в месте где Императорский и Гавайский сегменты цепи показали изменение в направлении движения Тихоокеанской плиты.

С 1970-х годов Гавайское морское дно было детально исследовано гидролокаторами и подводными аппаратами с 1994 по 1998 год, что подтвердило теорию Гавайской горячей точки.
До этого долгое время считалось, что Гавайский архипелаг являлся «разломной зоной» земной коры, хотя уже был определён последовательный разный возраст вулканов вдоль этого разлома.
В 2003 году возникла новая теория — «мобильной гавайской горячей точки», она предполагает, что 47-миллионов лет назад изгиб был вызван изменением движения плюма, а не тихоокеанской плиты.

## Гавайский вулканизм

Гавайский тип извержения: 1: Пепельный шлейф, 2: Фонтан лавы, 3: Кратер, 4: Лавовое озеро, 5: Фумаролы, 6: Поток лавы, 7: Слои лавы и пепла, 8: Слой породы, 9: Силл, 10: Магматический канал, 11: Магматическая камера, 12: Дайка

Активные гавайские вулканы расположены над Гавайской горячей точкой которая нагревает вулканические камеры и вызывает извержения. В настоящее время активными являются расположенные над горячей точкой: Килауэа, Мауна-Лоа и подводный вулкан Лоихи.
Для гавайских вулканов характерны извержения «гавайского типа» — они характеризуется излияниями жидкой, высокоподвижной лавы, что формирует большие плоские поля далеко разливающейся лавы. Пирокластический материал практически отсутствует.
Активные гавайские вулканы характеризуются частыми рифтовыми (трещинными) извержениями (рифтовые зоны — их характерная особенность).
Щитовые вулканы (в форме щита) сформировали Гавайские острова. Ширина горы Мауна-Лоа — около 120 км, а её подводное основание (ширина 193 км) уходит на глубину 5791 метр. Таким образом, высота вулкана от его подводного основания составляет 9960 метра. Вулкан имеет наибольший объём и площадь разлива лавы (среди надводных вулканов) — около 5 200 км² — крупнейший надводный щитовой вулкан Земли.
Гавайские вулканы обычно имеют 4 этапа в своём развитии (примеры вулканов):
1. Ранняя щелочная стадия — подводный вулканизм (Лоихи)
2. Щитовая стадия — изливается около 95 % объёма лавы вулкана (Килауэа и Мауна-Лоа)
3. Постщитовая щелочная стадия — более густая лава создаёт боковые вулканические конусы (вулкан Мауна-Кеа прошёл эту стадию)
4. Стадия оживления (омолаживание) — лавы различной химии извергаются последний раз после продолжительного периода покоя и эрозии, надстраивают конус над кальдерой (Мауна-Кеа).

## Землетрясения и оползни
За 85 миллионов лет Гавайская точка создала не менее 129 вулканов, 123 из которых потухшие, 4 — действующие и 2 — спящие вулканы.

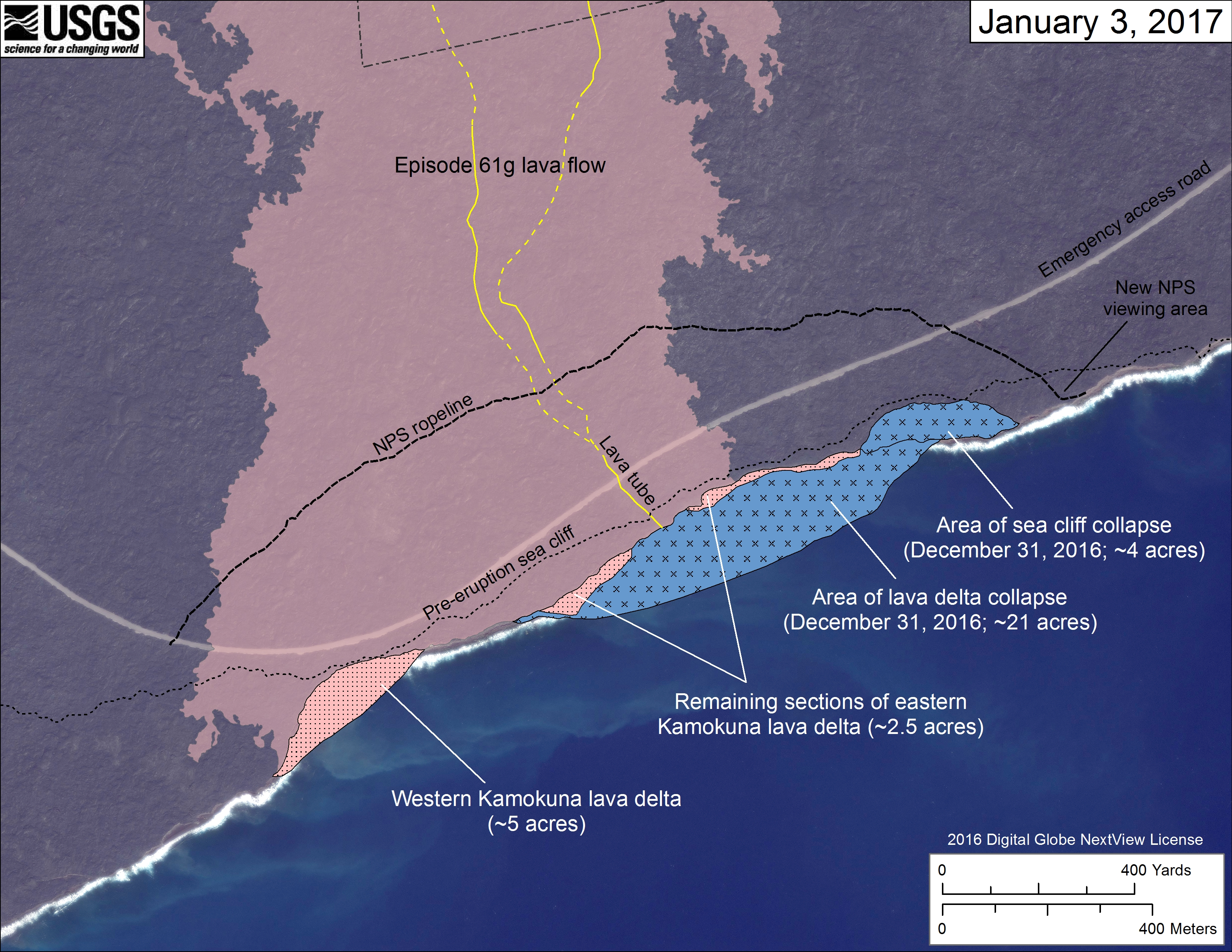
Обвал 2017 года на острове Гавайи

По мере нарастания массы и объёма вулканов их края откалываются и сползают в океан. Картографирование дна выявило как минимум 70 крупных оползней на Гавайях от 20 до 200 километров в ширину, и до 5000 кубических км в объёме. Эти оползни могут быть разделены на две основные категории:
- постепенное сползание по склонам
- катастрофические обломочные лавины с большим разбросом вулканических обломков (на сотни километров), что сопровождается цунами и землетрясением (например в 1868 и 1975 годах)[16].

Вулканизм порождает землетрясения которые также вызывают трещины в лаве, обвалы и оползни.

## Минералогия и петрология
В минералогии и петрологии в честь Гавайев были названы характерные для них::
- Гавайит — вулканическая горная порода.
- Гавайит (минерал) — минерал, разновидность оливина.
- Гавайский тип вулканов — Вулкан
- Гавайский тип извержений — Извержение вулкана
- Гавайский тип глыбовой (блоковой) лавы — Аа-лава
- Вулканические бомбы гавайского типа — Вулканическая бомба

## Эволюция

Вулканы могут быть объединены в три общие категории:
- Гавайские острова
- Подветренные Гавайские острова — коралловые атоллы
- Гавайский хребет — гайоты, отмели и другие исчезнувшие острова
Последовательности эрозии и оседания вулкана и формирование атолла

Жизненный цикл острова состоит из нескольких стадий или этапов:
- подводный — вулкан постепенно поднимается под водой, производя плотную подушечную лаву.
- надводный — вулкан становится плоским, щитовым[18]
- оседание и эрозия — этапы пост-щитового вулканизма[19].